# McBain (Michigan)
McBain è un comune degli Stati Uniti d'America, situato nello Stato del Michigan, nella contea di Missaukee.